# تيدي دا كوستا
تيدي دا كوستا (بالفرنسية: Teddy Da Costa)‏ هو لاعب هوكي الجليد فرنسي وبولندي، ولد في 17 فبراير 1986 في مولن في فرنسا.

## وصلات خارجية
- تيدي دا كوستا على موقع EliteProspects.com (الإنجليزية)
- تيدي دا كوستا على موقع Eurohockey.com (الإنجليزية)
- تيدي دا كوستا على موقع HockeyDB.com (الإنجليزية)